# Norton Antivirus
Norton AntiVirus är ett antivirusprogram från Datasäkerhetsföretaget Symantec. Sedan 1990 har över 100 miljoner personer runt om i världen använt programmet.
LiveUpdate är ett verktyg som ingår i programmet och hämtar uppdaterade virusdefinitioner automatiskt. Virusdefinitionerna publiceras till LiveUpdate dagligen.
En produktaktivering som utvecklats med inspiration från den i Windows XP introducerades i Norton AntiVirus 2004. Norton AntiVirus 2004 och 2005 kan aktiveras via telefon och Internet. 
Norton AntiVirus 2007 kan däremot endast aktiveras via Internet. 